# František Talián

Logo IBBY (Mezinárodního sdružení pro dětskou knihu)

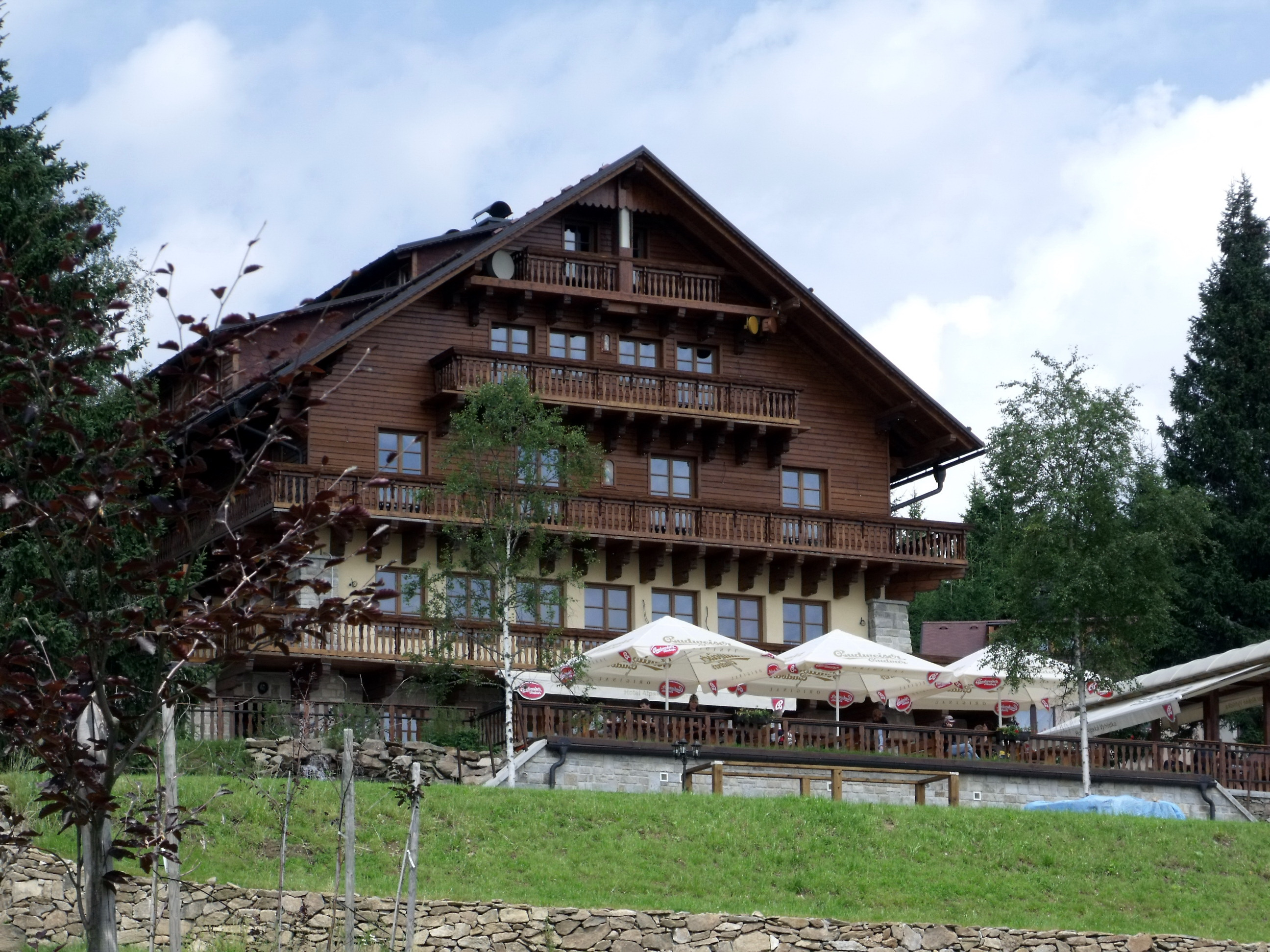
Hotel Alpská vyhlídka na Bučině

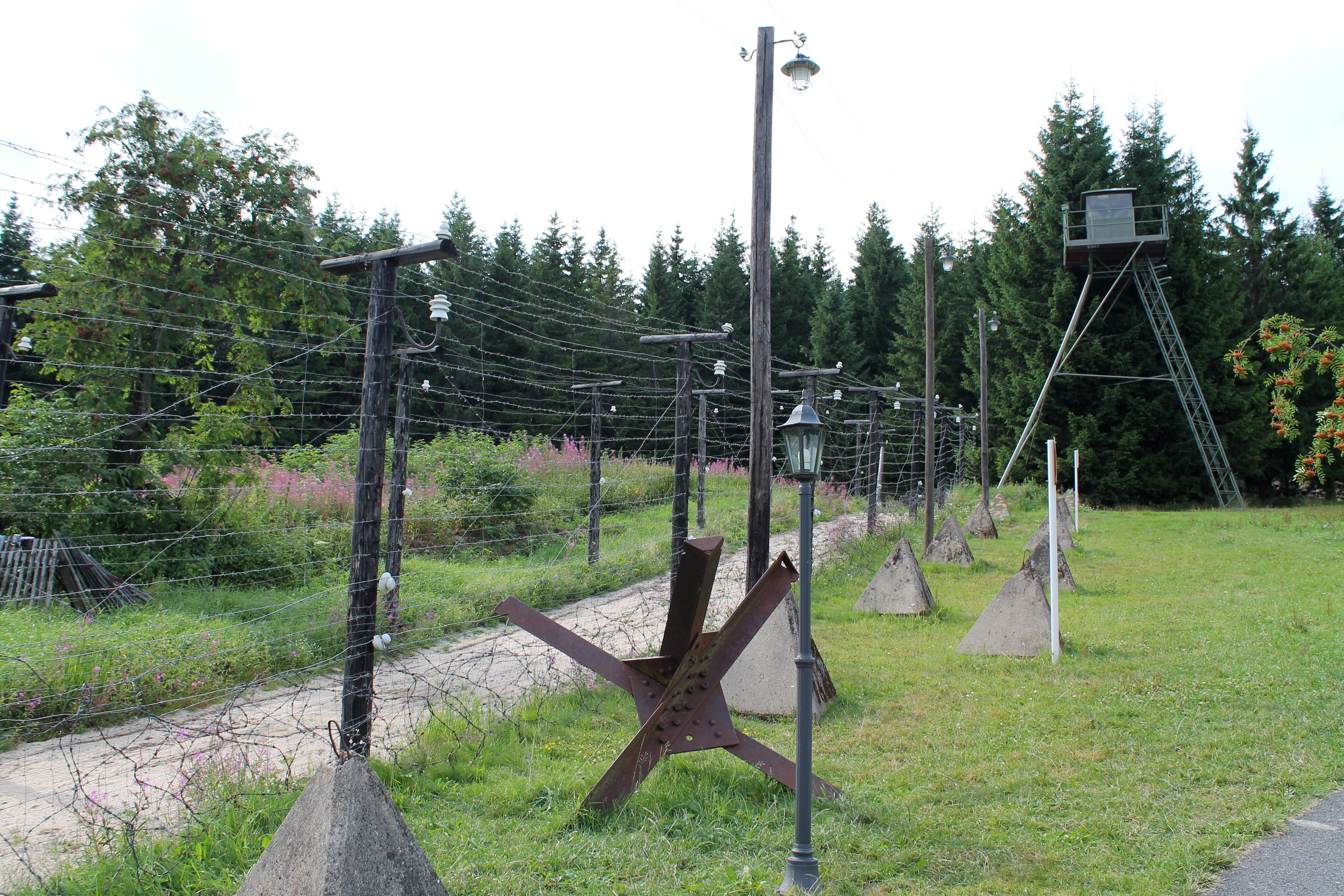
Maketa (památník) železné opony na Bučině

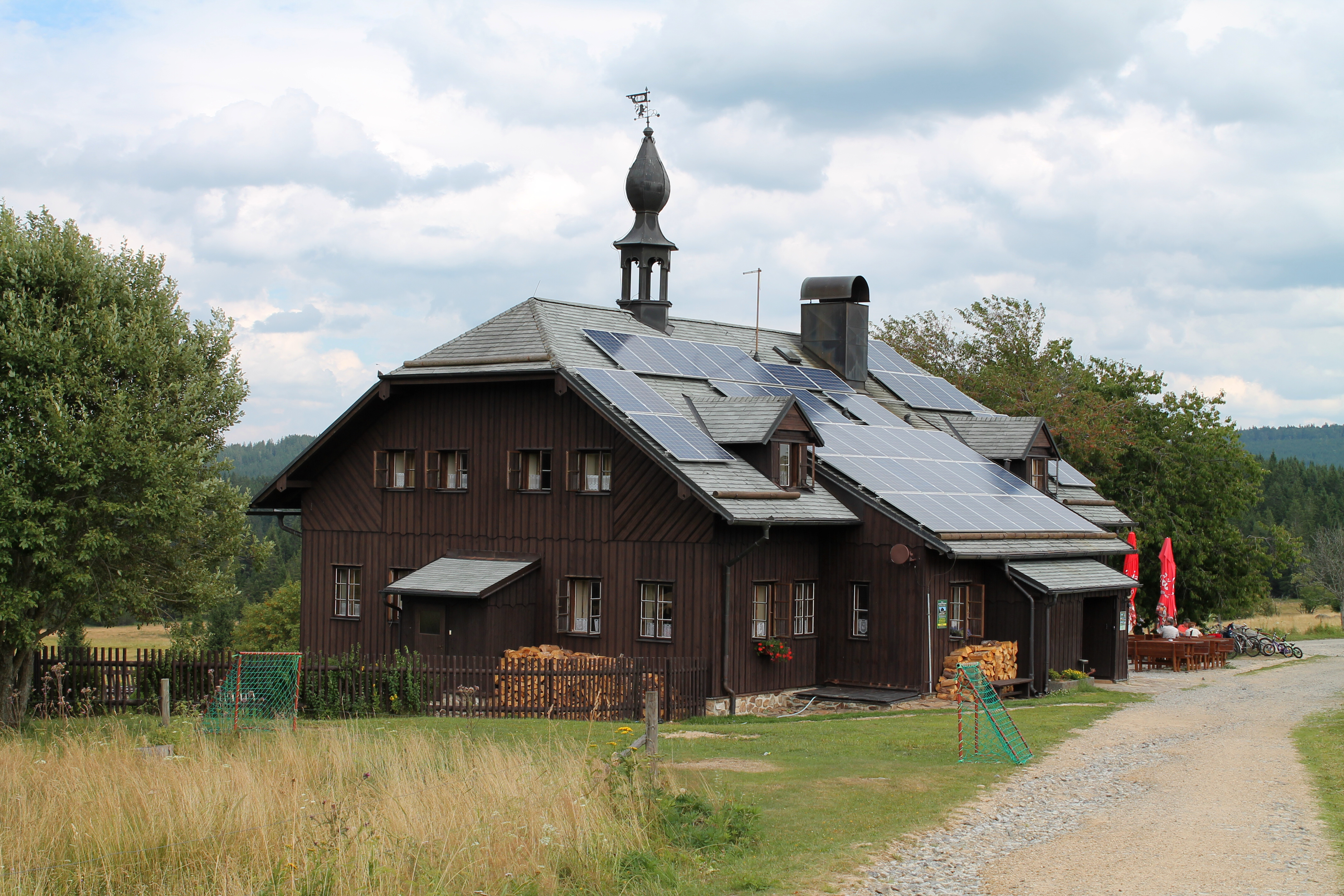
Objekt na Knížecích Pláních nad Borovou Ladou

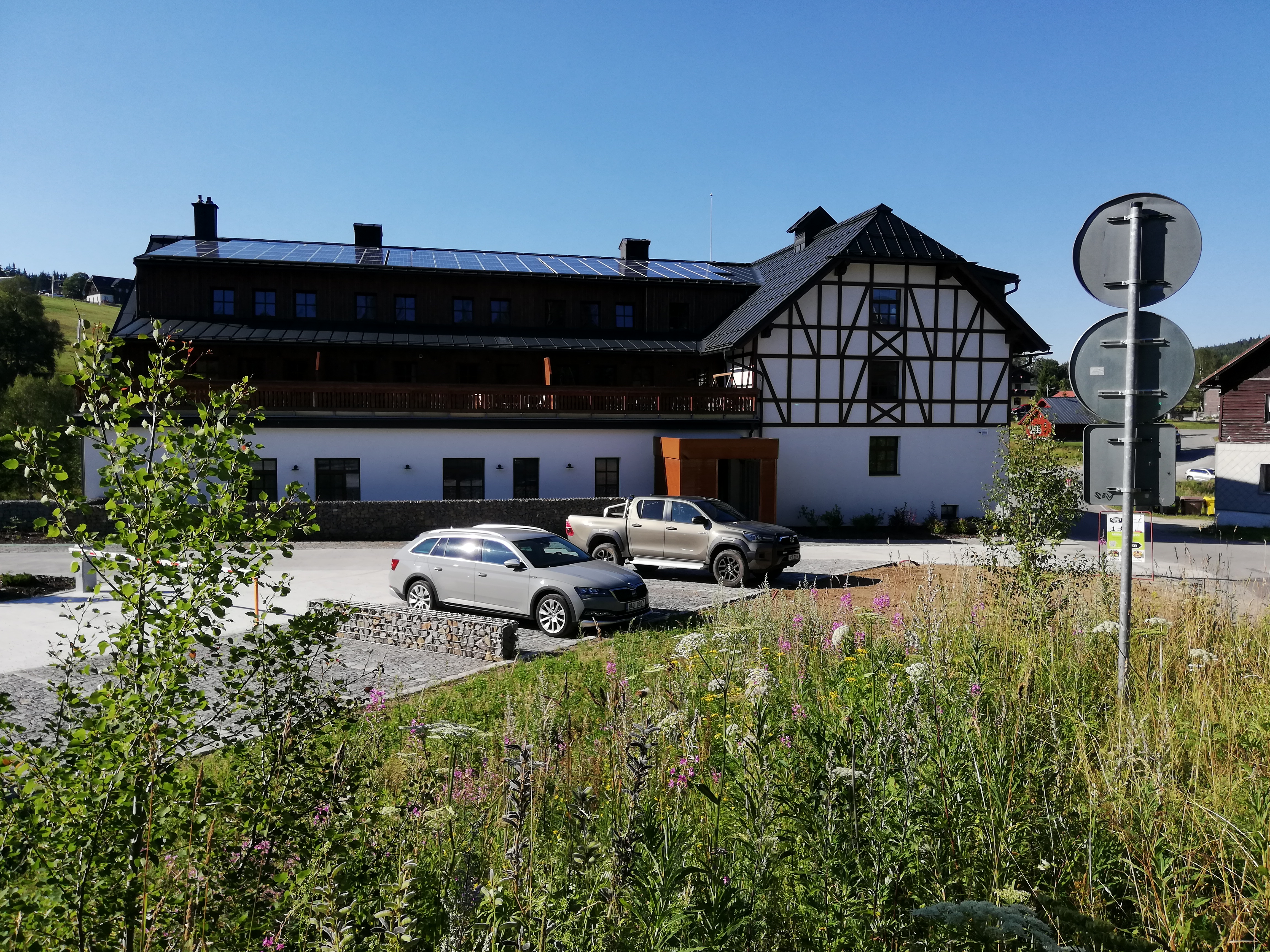
Rekreační objekt Pila Kvilda

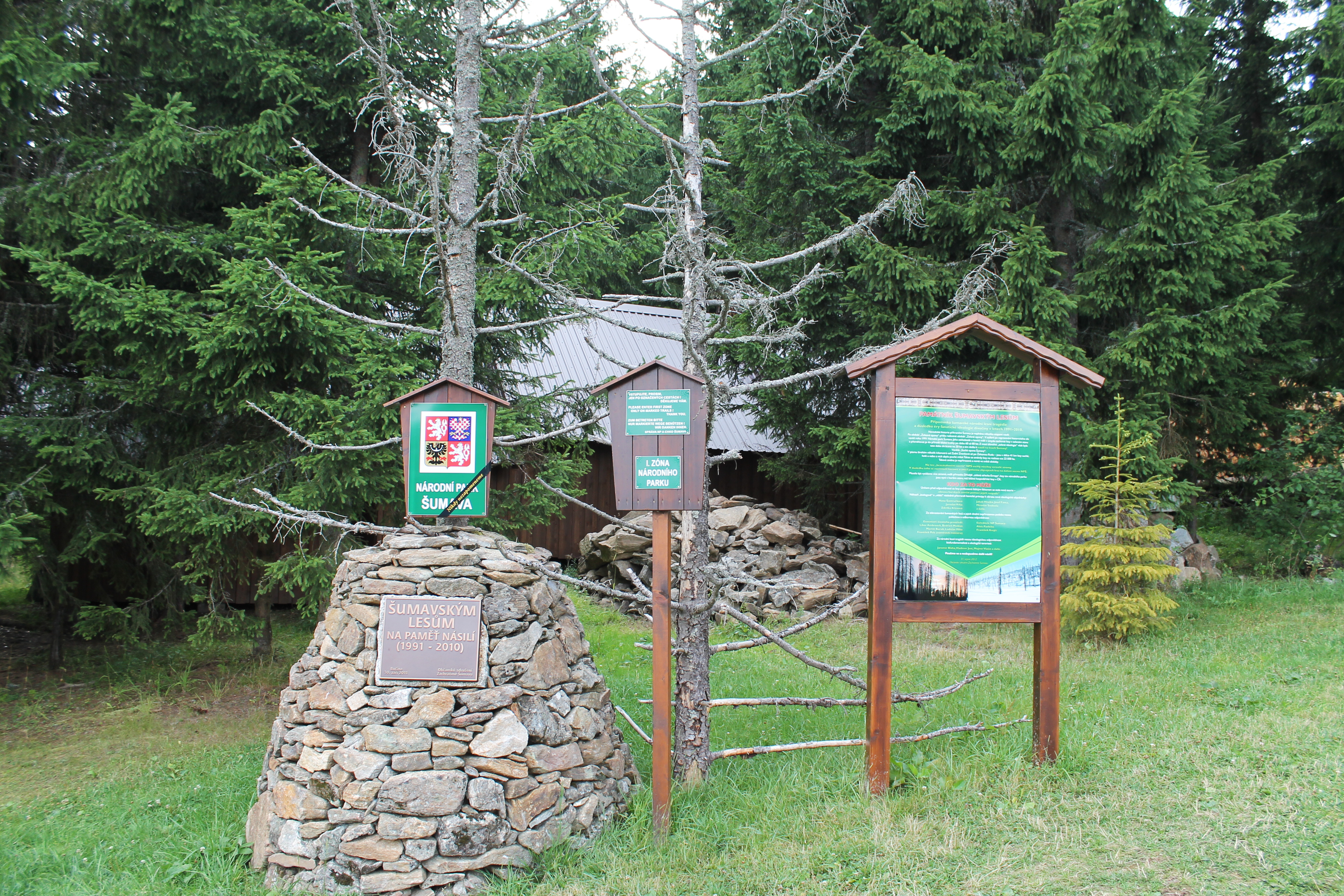
Památník šumavským lesům na Bučině

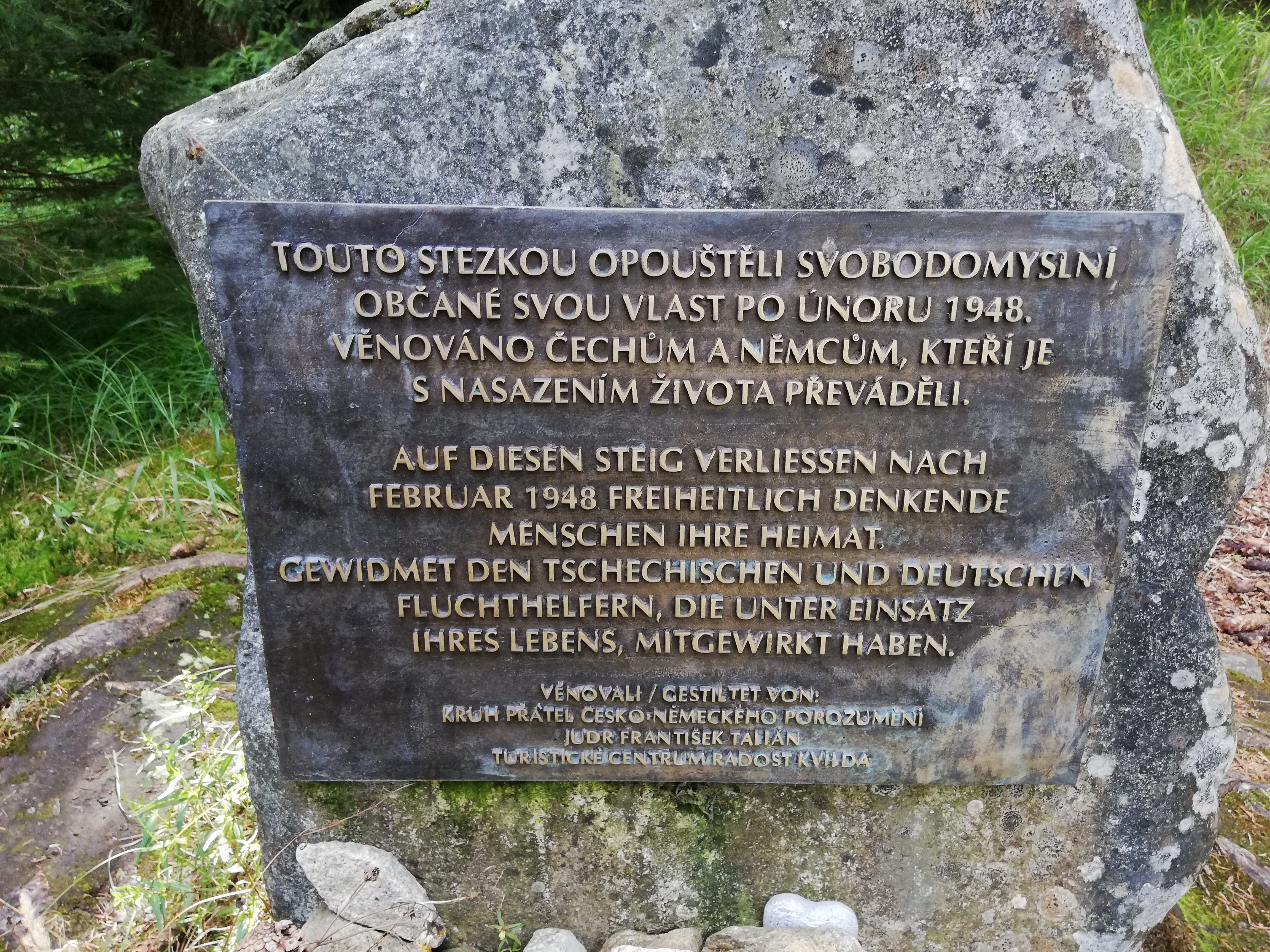
Pomník králům Šumavy na Františkově

František Talián (7. března 1948, Boubská u Vimperka – 14. listopadu 2018) byl český právník, autor básní, podnikatel v oboru nakladatelství učebnic a hotelnictví v šumavském regionu.

## Život

### Rodina a studia
František Talián se narodil 7. března 1948 v jihočeské vesnici Boubská asi 2 km severovýchodně od Vimperka. Z politických důvodů byla rodina v 50. letech 20. století násilně vystěhována na odlehlou samotu. František chtěl původně studovat na gymnáziu, ale protože nedostal doporučení, vystudoval strojní průmyslovku v Písku. Po složení maturitní zkoušky pracoval několik let jako montér. Na Právnickou fakultu Univerzity Karlovy v Praze byl přijat v roce 1968 a svoje právnická studia dokončil v roce 1974.
Bylo mi pět a půl roku, do naší vesnické usedlosti v Boubské u Vimperka chodila jedna skupina estébáků za druhou na tzv. „domovní prohlídky“, strkali nám pod dřevěné schody samopaly. Pamatuji si, jak nám zrekvírovali dům a vyhnali nás z něho s majetkem, který se vešel na jeden žebřiňák s kravským potahem. Pamatuji si, jak nás pět bydlelo v jedné vlhké místnosti a jak jsme byli šťastni, že máme všechno za sebou. ... Narodil jsem se po odsunu německých obyvatel po komunistickém puči v roce 1948, ale před zadrátováním Šumavy „železnou oponou“, která mne po celou dobu své existence iritovala a zároveň přitahovala.
František Talián, František Talián o svém dětství a životě, 

### Léta 1974 až 1989
Po skončení studia na Právnické fakultě Univerzity Karlovy v Praze pracoval JUDr. František Talián v legislativním odboru Ministerstva zdravotnictví ČSSR. Poté, co byl nucen (z politických důvodů) tuto pozici opustit, získával prostředky na živobytí překladem knih pro děti, prací topiče, uklízeče či knihovníka. Listopadové události roku 1989 ale změnily jeho život zásadním způsobem.

### Posametové revoluci
JUDr. František Talián začal opět vykonávat právnickou praxi; zasedal v soudním senátu pro události 17. listopadu 1989; stal se prezidentem České sekce IBBY (zkratka z anglického: International Board on Books for Young People) – Společnosti přátel knihy pro mládež při UNESCO.

#### Nakladatelské aktivity
Do oboru nakladatelství školních učebnic napřel po roce 1989 své soukromé podnikatelské úsilí. Kromě toho vydával dva týdeníky: Naše rodina a Učitelské noviny. Vydával knihy, časopisy a mapy. Byl majitelem několika nakladatelství:
- SPN (pedagogické nakladatelství, dříve Státní pedagogické nakladatelství);
- Kartografie Praha;
- Fortuna (nakladatelství učebnic).[p. 1]

#### Aktivity na Šumavě

##### Hotely
Druhým směrem jeho soukromo–podnikatelských aktivit po sametové revoluci bylo hotelnictví na Šumavě. Ze svých soukromých finančních prostředků nechal zrekonstruovat několik šumavských hotelů. Na Šumavě mu patřilo celkem osm hotelů:
- Na Bučině v česko–bavorském pomezí vlastnil hotel Alpská vyhlídka a v jeho těsné blízkosti nechal zbudovat ve svahu sto metrů dlouhou repliku – památník železné opony;[1]
- Na Knížecích Pláních nad Borovou Ladou vlastnil (v místech bývalé hájovny) turisticky významnou budovu (hotel a restaurace);[6]
- Hotel Nové Údolí[9] na česko–rakouské hranici asi 100 metrů od pěšího hraničního přechodu Stožec-Haidmühle;[6]
- Rekreační objekt Pila Kvilda, bývalá Strunzova pila (na adrese: Kvilda 31; 384 93 Kvilda) s wellness apartmány. Velká budova se nachází v blízkosti parkoviště pod kvildskou sjezdovkou
- a další.[6]

##### Pozemky
Pokud mu situace umožnila skupoval šumavské pozemky, až se nakonec stal největším soukromým pozemkovým vlastníkem na Šumavě. Pro jeho mnohostranné aktivity na Šumavě mu jeho přátelé přiřkli přezdívku „král Šumavy“.

##### Záchovné aktivity
Na opravy šumavských kostelů, kapliček, křížků a oživování míst, kde kdysi stávaly německé vesnice, věnoval miliony korun. A byl to právě JUDr. František Talián, kdo obnovil do původní historické podoby 300 let starou schwarzenberskou myslivnu Lipka a tím zachránil významnou lesnickou památku.
Opravil jsem na Šumavě několik kostelů, postavil kapličku, osadil množství křížků a řekl jsem si, že se pokusím v zaniklých německých vesnicích zřídit záchytné body a připomenout jejich bývalý život. Proto jsem zrekonstruoval v některých zaniklých vesnicích penzion či hotel pro návštěvníky Šumavy, připomínající zašlou lokalitu, zaniklou kulturní krajinu.
František Talián, František Talián o svých záchovných aktivitách na Šumavě, 

##### Ekologie
JUDr. František Talián byl zastáncem tzv. zelené Šumavy a byl rovněž členem občanského sdružení Zachraňme Šumavu. V tomto sdružení byl významným členem a dominantním donátorem. Pomáhal financovat desítky publikací o lesnictví a Šumavě. Některé z nich byly tisknuty v jeho nakladatelství a za jeho peníze. Za jeho podpory vznikl v roce 2011 „Památník šumavským lesům“ na Bučině.
Ekologičtí aktivisté kritizovali Taliánovy názory na návrat života na Šumavu v souvislosti s jeho skupováním velkých pozemků na Šumavě.

### Vlastní publikační činnost
František Talián publikoval svoje verše v letech 1967 až 1971 v literárním a uměleckém časopisu (měsíčníku) Divoké víno. Také se jeho tvorba objevila v básnickém almanachu Pohledy (a rovněž značnou měrou publikoval v časopisech). Až do roku 1977 se jeho pořady objevovaly v Poetické kavárně Viola, v Mikro(poetickém) fóru, v Památníku národního písemnictví a jinde.

### Závěr
František Talián pobýval střídavě v Praze a na Šumavě. Zemřel ve věku 70 let dne 14. listopadu 2018. Smuteční obřad za zemřelého se uskutečnil 29. listopadu 2018 v kostele svaté Máří Magdaleny ve Čkyni u Vimperka za účasti stovek lidí.

## Tvorba
- TALIÁN, František. To jsem já. První vydání. Praha: Fortuna, 2018; 135 stran; ISBN 978-80-7373-146-5. (Kniha veršů; Kniha epigramů a čtyřverší; Kniha povídek; Kniha úvah; Kniha soudniček)
- TALIÁN, František. Opožděná inventura. První vydání. Praha: Fortuna, 2018; 111 stran; ISBN 978-80-7373-148-9. (Kniha povídek; Kniha úvah; Kniha soudniček; Kniha šansonů)
- TALIÁN, František. Jsem den a Ty jsi noc: kniha veršů. První vydání. Praha: Fortuna, 2018; 95 stran; ISBN 978-80-7373-149-6. (Verše o lásce, něze, studu, ale i stesku, osamělosti a o životě)